# Terry Beaton
Terry Beaton (* 1. November 1952) ist ein ehemaliger australischer Zehnkämpfer.
Bei den British Commonwealth Games 1974 in Christchurch wurde er Achter.
1971 wurde er Australischer Meister. Seine persönliche Bestleistung von 7028 Punkten stellte er am 19. März 1976 in Melbourne auf.